# ريكي ليدو
ريكي ليدو (بالإنجليزية: Ricky Ledo)‏ مواليد 10 سبتمبر 1992 في بروفيدنس، هو لاعب كرة سلة محترف أمريكي بدأ مسيرته الاحترافية في سنة 2013 حيث تم اختياره من قبل فريق ميلووكي باكز خلال الدرافت. يبلغ طوله 6 قدم 7 بوصة (2.0 م).

## إحصائيات المسيرة

### الموسم الاعتيادي
| السنة   | الفريق         | لعب | بدأ | دقيقة | ميداني% | ثلاثية | حرة   | ارتداد | صنع | استلاب | تصدي | نقطة |
| ------- | -------------- | --- | --- | ----- | ------- | ------ | ----- | ------ | --- | ------ | ---- | ---- |
| 2013–14 | دالاس مافيريكس | 11  | 0   | 3.0   | .353    | .375   | 1.000 | .2     | .2  | .1     | .0   | 1.7  |
| 2014–15 | دالاس مافيريكس | 5   | 0   | 2.2   | .000    | .000   | .500  | .4     | .2  | .0     | .0   | .2   |
| 2014–15 | نيويورك نيكس   | 12  | 0   | 19.4  | .356    | .417   | .750  | 2.8    | 1.5 | .5     | .1   | 7.4  |
| المسيرة |                | 28  | 0   | 9.9   | .336    | .371   | .769  | 1.4    | .8  | .3     | .0   | 3.9  |

## روابط خارجية
- ريكي ليدو على موقع الدوري الأوروبي لكرة السلة (الإنجليزية)
- ريكي ليدو على موقع إن بي أي (الإنجليزية)
- ريكي ليدو على موقع الدوري التايواني الممتاز لكرة السلة (الصينية)
- ريكي ليدو على موقع سبورتس رفرنس (الإنجليزية)
- ريكي ليدو على موقع الدوري الإسباني لكرة السلة (الإسبانية)
- ريكي ليدو على موقع كرة السلة الأوروبية.كوم (الإنجليزية)
- ريكي ليدو على موقع إي إس بي إن.كوم (الإنجليزية)
- ريكي ليدو على موقع ريلجم (الإنجليزية)
- ريكي ليدو على موقع بروبوليرز (الإنجليزية)
- ريكي ليدو على موقع سبورتس رفرنس (الإنجليزية)